# أرتور خورخي (لاعب كرة قدم مواليد 1994)
أرتور خورخي أموريم هو لاعب كرة قدم برتغالي، ولد في 14 أغسطس 1994 في براغا في البرتغال. لعب مع سبورتينغ براغا ونادي ستيوا بوخارست ونادي فيتوريا سيتوبال ونادي البطائح الإماراتي.

## وصلات خارجية
- أرتور خورخي أموريم على موقع قاعدة بيانات كرة القدم.إي يو (الإنجليزية)
- أرتور خورخي أموريم على موقع Soccerway.com (الإنجليزية)